# Gegantó Pol de Sants
El Gegantó Pol de Sants és una figura que representa un nen de la vila de Sants que va a escola, amb bata de ratlles i cartera a l'esquena. A la mà dreta hi porta el berenar, pa amb xocolata, i a l'esquerra hi té un colom que pica unes engrunes.
El 1988, amb el creixement i la consolidació de la Colla de Geganters de Sants, es va trobar convenient de construir una figura més petita i lleugera que poguessin portar els més joves de la colla. Aleshores Josep Pito Alcover, geganter i artista plàstic resident al barri, va crear en Pol, que es pogué estrenar l'abril d'aquell mateix any a la trobada de gegants del barri.
En Pol, juntament amb la resta de figures de la colla, té una funció important en el calendari festiu del barri: es deixa veure cada any en actes de la festa major, per Sant Bartomeu, i és amfitrió de la gran trobada gegantera que organitza la colla a l'abril. També participa habitualment en les festes de la Mercè i en més cercaviles i celebracions de la ciutat, si hi és convidat. I quan no surt es pot veure exposat al centre cívic de les Cotxeres de Sants.